# Noctem

Noctem es una banda española de black/death metal surgida en 2001. La banda adquirió un fuerte reconocimiento en 2008 por la firma con la discográfica austriaca Noisehead Records y tras la controversia en sus espectáculos de carácter violento. En el día de hoy todavía hacen uso de animales muertos o partes de ellos o se cubren en sangre para actuar. Todo ello les ha acarreado multitud de problemas en diferentes shows tanto nacionales como europeos y ha propiciado la expectación y curiosidad de una gran parte de la comunidad metalera.
Sus últimos discos se centran en una temática basada en el culto a las civilizaciones antiguas, la guerra y el ocultismo. En 2009 iniciaron su trilogía con el álbum Divinity, al que siguió en 2011 Oblivion, siendo este el segundo capítulo de la misma. En 2014, lanzaron su tercer trabajo, Exilium y en 2016 lanzan su cuarto trabajo Haeresis.

## Biografía

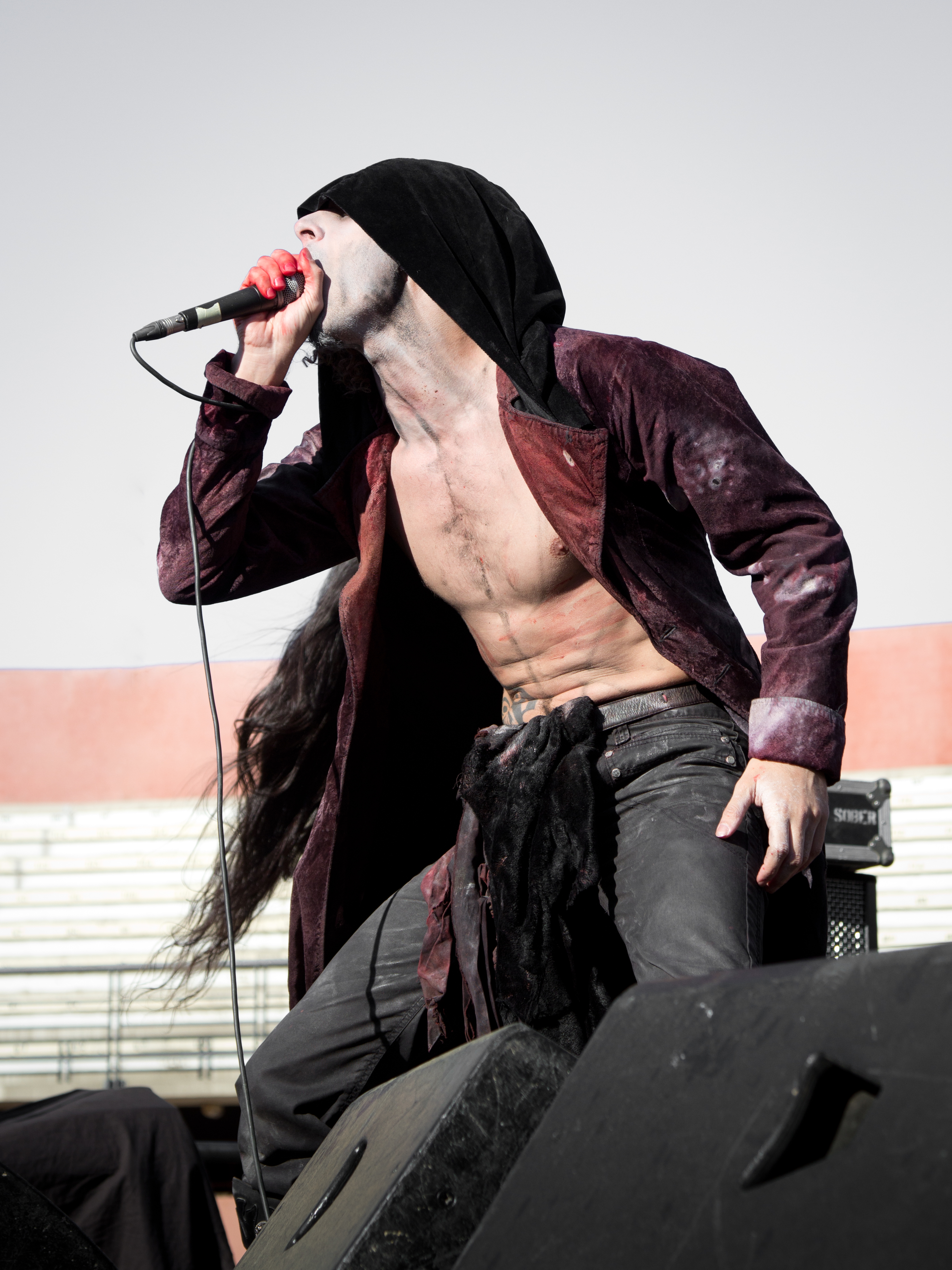
Beleth durante el Asaco Metal Fest 2013.

Noctem se consolidó como banda de Melodic Death Metal en abril de 2001.
En 2002 Noctem grabó su primer trabajo, Unholly blood, el cual se comercializó durante un periodo de dos años. Tras diferentes cambios de formación, la banda realizó conciertos a nivel nacional y compuso nuevos temas.
En 2004 la banda comercializó durante un periodo de dos años su álbum en directo Live 2004, autoproducido y grabado en Valencia, su ciudad natal. Seguidamente la banda padeció un periodo de inactividad.
En 2007 Noctem sufrió el cambio de formación más importante, tras la partida de dos de sus más antiguos miembros, y quedó en manos de Exo y Beleth. La banda se reestructuró y llevó a cabo la grabación del MCD God among slaves, que tuvo una buena acogida por parte de la prensa en línea y los metalheads. La banda realizó diferentes giras por España para presentar su nueva formación y sus nuevos trabajos. 

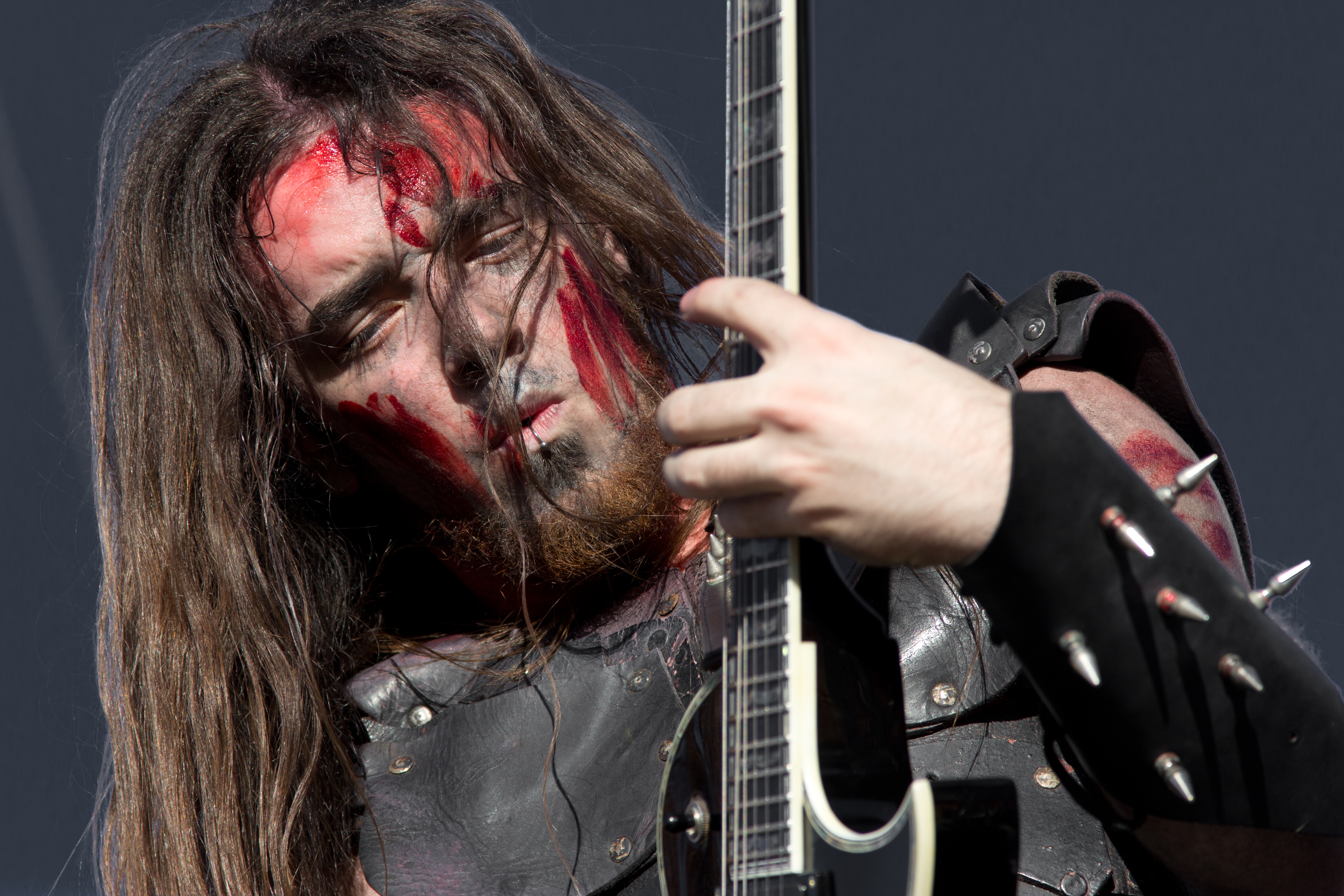
Exo de Noctem en Parla en 2013.

En 2008 firmaron con el sello austriaco Noisehead Records y realizaron el «Noctem European Tour 08», que abarcó países como España, Portugal, Francia, Andorra, Reino Unido, Bélgica e Italia.
En enero de 2009 la banda grabó en Viena su álbum debut, Divinity, el cual cuenta con las colaboraciones orquestales de Christos Antoniou (Septic Flesh y Chaos Star) y del teclista Leal (Forever Slave). El álbum salió a la venta el 20 de abril bajo el sello Noisehead Records en Europa y el 20 de mayo con Relapse Records en Estados Unidos. Tras ello grabaron dos vídeos extraídos del álbum Divinity, de los que destaca el censurado «Across Heracless Toward». Realizaron diferentes presentaciones del álbum Divinity en festivales españoles y realizaron la gira “Divinity Spanish Tour” cubriendo España y Portugal. A mediados y finales de 2009 acompañaron a grandes nombres de la escena extrema, como Vomitory, Malevolent Creation y Napalm Death en sus fechas españolas.
En enero de 2010 Noctem realizó una gira europea junto a Incantation, Hate, Divine Eve y Nerve, por países como Reino Unido, Francia, España, Bélgica, Italia, Alemania, Holanda y República Checa.
La banda actuó algunas veces más en España y en mayo fue incluida en el "Collector Of The King Tour", en la que giró junto a Ragnarok y De profundis por Europa: Austria, Alemania, Polonia, Bélgica y Países Bajos. 
En septiembre de 2010 la banda presentó el vídeo "Divinity", que incluía la colaboración de Christos Antoniou (Septic Flesh) en los arreglos orquestales y un equipo formado por más de ochenta personas. Este fue el tercer vídeo de su álbum debut. En octubre de 2010 Noctem anunció su fichaje por la agencia The Flaming Arts. En noviembre de 2010 Noctem se unió al tour “Quantos Possunt Ad Satanitatem Trahunt”, en el que compartió escenario con Gorgoroth y Cavus a través de República Checa, Eslovaquia, Eslovenia, Italia, Francia, Bélgica y Suiza. También compartieron escenario con Finntroll y Carach Angren.
En febrero de 2011 Noctem entró en los Ultra Sounds Studios II en Portugal para grabar su siguiente trabajo, Oblivion, de la mano del productor Daniel Cardoso e hizo aparición en festival Kanya a San Clement.
En marzo de 2011 la banda anunció su fichaje por el sello Rising Records para el lanzamiento de su nuevo álbum Oblivion, que fue prelanzado en España el 25 de abril de 2011 y en Europa el 13 de junio de 2011. En abril de 2011 Noctem inició su gira “Oblivion Spanish Tour” presentando su nuevo álbum en España y Portugal, actuando en festivales como Massacre fest, Metal GDL, Xtreme Mas Metal, Grovios Metal Fest y Farmer Fest hasta finalizar en septiembre de 2011. Asimismo, en verano de 2011 Noctem se incorporó al Lux Mundi Europe Tour 2011, en el que compartirían escenario con bandas como Samael, Melechesh y Keep of Kalessin. En julio de 2012 se les incluyó en el cartel del escenario principal de la primera edición del festival Costa de fuego, en el que tocaron en el mismo escenario que bandas como Guns n' Roses, Marilyn Manson, Satyricon, Amorphis, Nightwish, In Flames, Hamlet,  etc.

## Miembros

### Actuales
- Beleth - Voz (2001-presente)
- Exo - Guitarra principal (2001-presente)
- Ethell	- Guitarra rítmica (2015-presente)
- Varu	- Bajo (2015-presente)
- Voor - Batería (2015-presente)

## Discografía

### Álbumes
- Divinity (Noisehead Records, 2009)
- Oblivion(Rising Records, 2011)
- Exilium (Rising Records,2014)
- Haeresis (Prosthetic Records, 2016)

### Sencillos
- A Cruce Salus (Prosthetic Records, 2017)
- The Submission Discipline (Prosthetic Records, 2015)

### Demos
- Unholly Blood (Autoproducido, 2002)
- Live 2004 (Autoproducido, 2004)
- God Among Slaves (Autoproducido, 2007)